# Augustinerplatzbrunnen

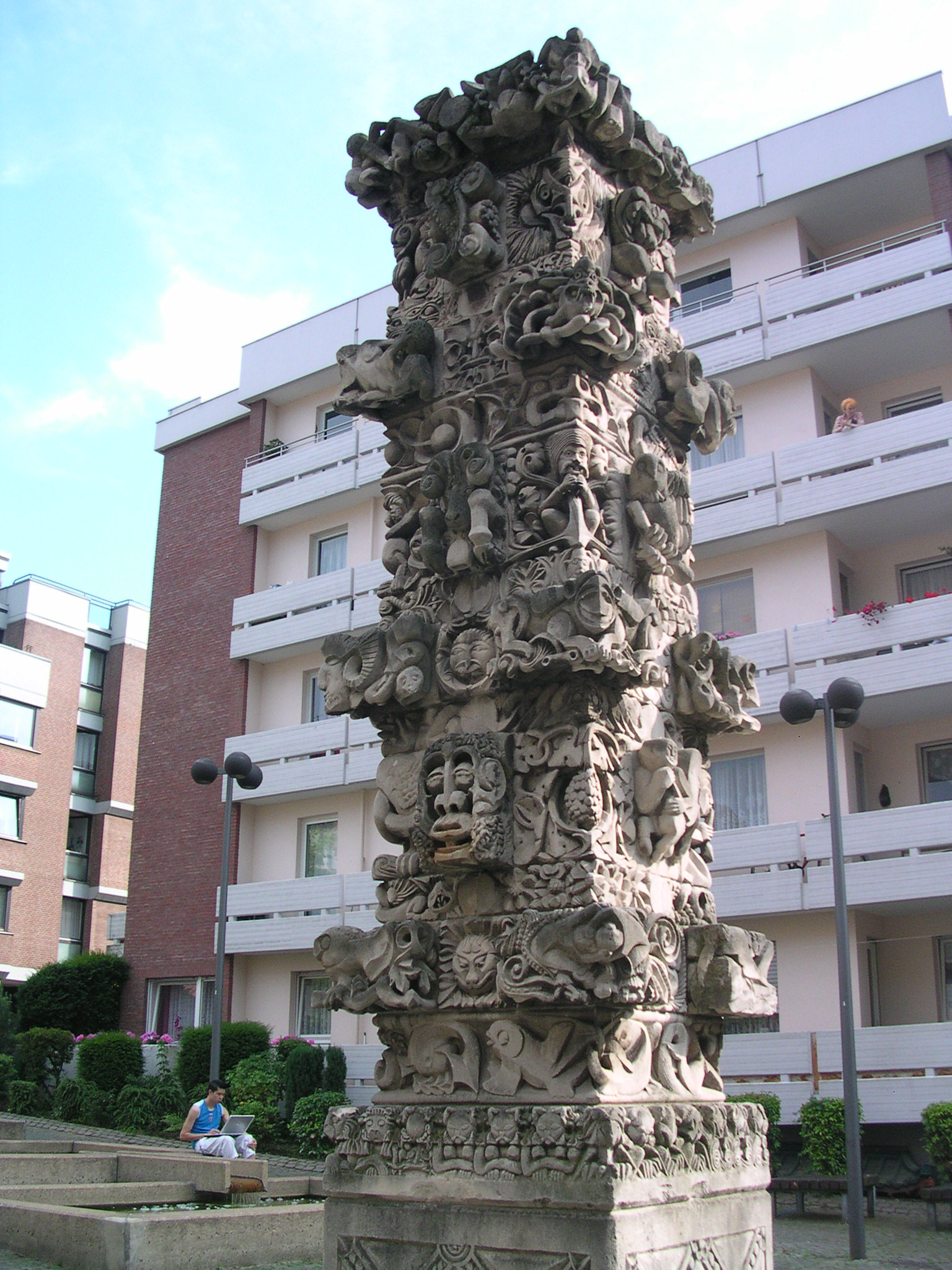
Stele mit Brunnenbecken

Der Augustinerplatzbrunnen ist ein Brunnen auf der Augustinerplatz genannten Platzanlage zwischen Kockerellstraße - Judengasse und Annuntiatenbach in Aachen, wo sich bis 1802 das Augustinerkloster Aachen befand. 
Er besteht aus vier rechteckigen Betonbecken, deren drei untere im rechten Winkel zum ersten Becken angeordnet sind, drei Betonrinnen, die das Wasser von Becken zu Becken leiten und einer von vier fest montierten Stahlhockern umgebenen Stele schräg unterhalb des letzten Beckens, die die Wahrnehmung des Brunnens prägt. Die Stele wurde 1971 von 65 Architekturstudenten unter Leitung von Elmar Hillebrand, seinerzeit Professor am Lehrstuhl für Bildhauerei an der RWTH Aachen, in Sandstein bildhauerisch gestaltet.